# Aidonia
Aidonia, né Sheldon Aitana Lawrence le 6 avril 1981 à Kingston en Jamaïque, est un musicien de dancehall jamaïcain. Il est responsable du partenariat musical "JOP", qui est sous contrat avec L'Alliance,. Il est devenu actif au début de l'année 2004 et a publié des albums dans les maisons de disques VP Records et Jag One Productions. 
Aidonia a également sorti une mixtape "Bolt Action", en collaboration avec Federation Sound, Equiknoxx Music / Gerusalem Music et Business Class.  La mixtape utilise des instrumentaux hip-hop classiques avec les mélodies lyriques d'Aidonia et présente les artistes Chino, Lil Joe et son collègue du label JOP, Govana (anciennement Deablo). 

## Vie et carrière
Né Sheldon Aitana Ricardo Lawrence à Kingston, en Jamaïque, Aidonia est le deuxième des quatre enfants d'une mère institutrice et d'un père ancien soldat. Il prend son nom de scène parmi les deux premières lettres de son prénom "Aitana" et "Donia", un surnom qu'il a gagné en jouant au football. 
Aidonia fréquente les écoles primaires de Mona Heights, puis de Meadowbrook High. Après avoir regardé une cassette de Sting en 1993 avec le clash entre Beenie Man et son icône Bounty Killer, Aidonia décide de devenir un deejay. 
Il commence à reproduire le clash pour ses camarades de classe et ses amis, en écrivant ses propres paroles et forme l'équipe de JAG1 (Jah A Guide) (JOP) avec des amis. 
Après avoir été expulsé, il déménage aux États-Unis avec son père et travaille chez FedEx.  Au cours des trois années suivantes, il se rend régulièrement en Jamaïque et participe à la scène dancehall de New York. Lors de son séjour à New York, il est encouragé par certains à revenir en Jamaïque afin de commencer sa carrière. 
Il rencontre Mr. G (alors connu sous le pseudonyme de Goofy) et enregistre son premier single «Many a Dem» en octobre 2003 sur le label ''Young Blood'' de Goofy.  Peu de temps après, il commence à travailler avec Rod Pinnock de Orizen Entertainment et, au début de 2004, il devient interprète lors d'un événement hebdomadaire appelé "La bataille des Jeudis". 
Vers la fin de l'année 2004, Cordell "Skatta" Burrell prend contact avec Aidonia pour l'inviter à enregistrer dans son studio. Deux mois plus tard, Aidonia a son premier tube, la chanson "Lolly", interprétée sur le Skatta's Irish Dance Riddim.  En octobre 2005, "Lolly" est inclus dans la compilation annuelle de Strictly The Best (Volume 33) de VP Records. 
En 2011, l'artiste Aidonia commence à faire progresser ses membres du JOP, Govana, Shokryme, Jayds, Tanso, Size 10.  Le groupe a quelques collaborations à succès telles que "All 14" et "Run Road. 
En 2013, Aidonia a un fils avec sa fiancée Kimberly Meaghan. Ils se marient en septembre 2016,.